# 樟南高等学校
樟南高等学校（しょうなんこうとうがっこう、英: Shōnan High School）は、鹿児島県鹿児島市武岡に所在する私立高等学校。

## 概要
スポーツが盛んで多くの部活動で全国大会出場の経験があり、そのうちアマチュアレスリング部、剣道部、相撲部、ウエイトリフティング部は全国大会優勝を果たしたことがある。
特に野球部においては全国高等学校野球選手権大会に20回（最高戦績は1994年夏〈第76回〉に準優勝）、選抜高等学校野球大会に7回（最高戦績は1993年春〈第65回〉、ベスト8）出場している。またかつて、鹿児島県内では鹿児島実、鹿児島商とともに3強（御三家）と呼ばれることがあった。
また、商業系の部活動のうち珠算部は平成26年度に2回目の全国高等学校珠算競技大会優勝、簿記部は鹿児島県大会で19回連続団体優勝した（25年連続全国大会出場中）。ワープロ部も全国大会に14度出場し、平成27年度全国高等学校ワープロ競技大会で「初優勝」を果たした。パソコンを使用した現在の競技大会の形式になってからは、鹿児島県で初の快挙である。また平成26年度も「準優勝」と入賞経験をもつ。また、全商パソコン入力スピード認定試験においては最高段位5段取得者が通算7名。その他、吹奏楽部、ロボット部なども活動している。

## 沿革
- 1883年 - 東京府士族で、麹町区飯田町（現在の飯田橋）で塾を開いていた安藤令三郎が鹿児島に博約義塾を創立。
- 1916年4月 - 博約鉄道学校に組織改編。
- 1925年3月 - 鹿児島鉄道学校へと改称。
- 1940年4月 - 予科設置。
- 1941年4月 - 機関科を設置。
- 1950年4月 - 学制改革に伴い、学校法人時任学園鹿児島鉄道高等学校へと改称。
- 1955年4月 - 学則を一部改正し、機関科を機械科へ改称、商業科新設。
- 1960年4月 - 鹿児島商工高等学校へと改称。
- 1961年4月 - 電気科新設。
- 1964年4月 - 自動車科新設。
- 1985年4月 - 普通科新設。
- 1994年4月 - 樟南高等学校へと改称。
- 1995年4月 - 普通科（文理コース・普通コース・体育コース）、商業科、工業科（機械工学コース・電気工学コース・自動車工学コース）に学科改編。
- 1995年9月 - 旧校舎（鹿児島市荒田一丁目。現在サンエールかごしまがある位置）より、同年8月に竣工した現校舎へ全面移転。
- 1997年4月 - 普通科に英数コースを設置。
- 2000年4月 - 介護福祉科新設（2009年4月に募集停止）。普通科を文理・英数・普通コースに再編。

- 2012年3月 - 介護福祉科を廃止。
- 2014年4月 - 普通科普通コースを普通科未来創造コースへと改称。
- 2021年4月 - 商業科に「資格キャリアコース」と「特進ビジネスコース」の2コースが新設。

## 学科
- 普通科
  - 文理コース
  - 英数コース
  - 未来創造コース
- 商業科
  - 資格キャリアコース(2021年度から新設)
  - 特進ビジネスコース(2021年度から新設)
- 工業科
  - 機械工学コース
  - 電気工学コース
  - 自動車工学コース

## 制服
女子生徒の制服は、ハナエモリブランドの物が採用されており男子生徒の物よりも割高になっている。2008年度より夏服が変更され、それまで同ブランドの白襟セーラーから、ノーブランドのピンク若しくはブルーの半袖シャツにベージュのVネックタイプのニットベストになった。

## 交通
- JR九州鹿児島本線・指宿枕崎線・九州新幹線鹿児島中央駅西口徒歩25分

## 関係者

### 出身者
- 枦山智博（前野球部監督）
- 上水流洋（元ヤクルトスワローズ投手・コーチ）
- 岩下正明（元ヤクルトスワローズ外野手）
- 玄岡正充（元ヤクルトスワローズ外野手）
- 大田勇治（元プロ野球選手）
- 増永祐一（元アマ野球選手）
- 濱涯泰司（元福岡ダイエーホークス投手）
- 川名慎一（元北海道日本ハムファイターズ）
- 吉鶴憲治（福岡ソフトバンクホークスバッテリーコーチ（元捕手・外野手））
- 大西崇之（読売ジャイアンツ1軍外野守備走塁コーチ（元外野手））
- 田村恵（広島東洋カープスカウト（元捕手））
- 鶴岡慎也（元北海道日本ハムファイターズ捕手）
- 上野弘文（元広島東洋カープ投手）
- 青野毅（元千葉ロッテマリーンズ内野手、現野球部副部長）
- 前田大和（横浜DeNAベイスターズ内野手）
- 大谷龍次（元千葉ロッテマリーンズ外野手）
- 戸田隆矢（広島東洋カープ投手）
- 瀬戸口樹（元火の国サラマンダーズ外野手・コーチ）
- 浜屋将太（埼玉西武ライオンズ投手）
- 松本晴（福岡ソフトバンクホークス投手）
- 若嶋津六夫（大相撲元大関・現二所ノ関親方）
- 江藤正基（ロサンゼルス五輪レスリング57kg級グレコローマン銀メダル）
- 栄和人（至学館大学レスリング部監督兼レスリング全日本女子ヘッドコーチ）
- 若松正（東洋大学レスリング部監督）
- 宮崎博史（短距離走選手）
- 矢田良太（プロボクサー・日本ウェルター級王者）
- 石原夜叉坊 総合格闘家
- 秋吉翔太（プロゴルファー）
- 下堂竜聖（サッカー選手）
- 下川諒（バレーボール選手）
- スネーク奄美 (元大相撲力士、元プロレスラー）